# Koi no jubaku
„Koi no jubaku” (jap. 恋の呪縛) – piąty singel zespołu Berryz Kōbō, wydany 10 listopada 2004 roku przez wytwórnię Piccolo Town.
Singel osiągnął 13 pozycję w rankingu Oricon i pozostał na liście przez 3 tygodnie, sprzedano 16 436 egzemplarzy.

## Lista utworów
| Nr | Tytuł                                                                  | Słowa  | Kompozycja | Aranżacja        | Czas |
| -- | ---------------------------------------------------------------------- | ------ | ---------- | ---------------- | ---- |
| 1. | "Koi no jubaku~" (jap. 恋の呪縛)                                       | Tsunku | Tsunku     | Shōichirō Hirata |      |
| 2. | "Passion E-CHA E-CHA" (jap. パッションE-CHA E-CHA Passhon E-CHA E-CHA) | Tsunku | Tsunku     | Shōichirō Hirata |      |
| 3. | "Koi no jubaku~" (jap. 恋の呪縛) (Instrumental)                        |        | Tsunku     | Shōichirō Hirata |      |